# Кувшинов В'ячеслав Іванович
В'ячеслав Іванович Кувшинов (6 листопада 1946, Проскурів — 10 листопада 2020, Мінськ) — радянський і білоруський фізик-теоретик. Доктор фізико-математичних наук (1989), професор (1993). З 2004 по 2012 очолював Об'єднаний інститут енергетичних і ядерних досліджень «Сосни».

## Життєпис
Народився у місті Проскурові (наразі — Хмельницький, Україна). Батько В'ячеслава був військовим, тому сім'я часто переїжджала, живучи в різний час у Москві, Калінінграді та інших містах СРСР. У Москві в 1952 році народився єдиний його рідний брат — Геннадій, який, як і В'ячеслав, тривалий час займався науковими дослідженнями у сфері фізики. Після народження Геннадія сім'я Кувшинових переїхала до Мінська, де проживала в районі Комаровського ринку.
У 1963 році він вступив на фізичний факультет БДУ, а після його закінчення — до аспірантури Інституту фізики АН УРСР. У 1974 році захистив кандидатську дисертацію на тему «Нелінійні рівняння електродинаміки скалярних мезонів», а в 1989 — докторську дисертацію «Інваріантні кубічні форми для функціоналів дії калібрувальних моделей і кореляції адронів у процесах множинного народження». З 1998 по 2004 роки керував Лабораторією сильних взаємодій, в 1975—1987 роках був вченим секретарем Відділення фізико-математичних наук АН БРСР. З 2004 по 2012 рік був генеральним директором ОІЕЯД «Сосни», в подальшому керував Лабораторією проблем ядерної фізики та безпеки.
Одночасно Кувшинов читав лекції в БДУ (з 1993 року — професор), під його керівництвом захищена одна докторська і вісім кандидатських дисертацій. Він неодноразово стажувався і працював у Європейському центрі ядерних досліджень, був членом колаборації CMS на прискорювачі LHC, входив до Координаційної ради зі співробітництва з Об'єднаним інститутом ядерних досліджень (м. Дубна), був головним редактором міжнародного наукового журналу «Nonlinear Phenomena In Complex Systems».
Був одруженим, мав сина.

## Наукова діяльність
Наукові роботи Кувшинова присвячені ядерній фізиці, теорії сильних взаємодій, питанням нелінійної динаміки складних систем. Він розвинув теорію непертурбативних флуктуацій глюонного поля (інстантонів) у ядрі, його стислих і переплутаних станів, проведені відповідні чисельні розрахунки по методу Монте-Карло, сформульовані пропозиції для експериментального пошуку цих явищ на прискорювачах DESY, CERN і Fermilab.
Спільно з учнями він узагальнив теорію фазових переходів Гінзбурга-Ландау, вперше описав кореляційні властивості нового стану матерії — кварк-глюонної плазми, передбачив нове явище — температурний гістерезис, яке може бути виявлено на прискорювачах важких іонів. Розвинені підходи до дослідження фазових переходів можуть застосовуватися також у теорії високотемпературних надпровідників.
Крім того, В'ячеслав Кувшинов брав участь у підготовці науково-технічних пропозицій, спрямованих на забезпечення ядерної, екологічної та радіаційної безпеки Білоруської АЕС. За його словами, Білоруська АЕС таким чином зможе витримати повені, урагани, вибухи та падіння літака. Також особливістю буде застосування суперкомп'ютерних технологій, які допоможуть ефективно моделювати та аналізувати перебіг процесів на АЕС. Створені фахівцями Білорусі  високопродуктивні обчислювальні системи сімейства "СКІФ" - передове досягнення в комп'ютерній сфері в країнах СНД на той період. 

## Нагороди
- Премія НАН Білорусі імені академіка Ф. І. Федорова (2004)
- Премія академій наук Білорусі, України, Молдови за видатні наукові результати, отримані при виконанні спільних наукових досліджень (2006)

## Вибрані публікації
- Burgers G.J.H., Fuglesang C., Hagedorn, R., Kuvshinov V.I. Multiplicity distributions in hadron interactions derived from the statistical bootstrap model // Zeitschrift für Physik C. — 1990. — Т. 46, № 3 (27 липня). — С. 465-480. — DOI:10.1007/BF01621036.
- Кувшинов В.И., Тхо Н.В. Локальные вектор-параметры групп, формы Картана и приложения к теориям калибровочных и киральных полей // ЭЧАЯ. — 1994. — Т. 25, № 3 (27 липня). — С. 603—648. Архівовано з джерела 16 жовтня 2021. Процитовано 16 жовтня 2021.
- Babichev L.F., Klenitsky D.V., Kuvshinov V.I. Intermittency in the Ginzburg-Landau model for first-order phase transitions // Physics Letters B. — 1995. — Т. 345, № 3 (27 липня). — С. 269-271. — DOI:10.1016/0370-2693(94)01567-V.
- Chekanov S.V., Kuvshinov V.I. Multifractal multiplicity distribution in bunching parameter analysis // Journal of Physics G. — 1996. — Т. 22, № 5 (27 липня). — С. 601-610. — DOI:10.1088/0954-3899/22/5/007.
- Chekanov S.V., Kittel W., Kuvshinov V.I. Generalized bunching parameters and multiplicity fluctuations in restricted phase-space bins // Zeitschrift für Physik C. — 1997. — Т. 74, № 3 (27 липня). — С. 517-529. — DOI:10.1007/s002880050414.
- Kuvshinov V.I., Kuzmin A.V. Towards chaos criterion in quantum field theory // Physics Letters A. — 2002. — Т. 296, № 2-3 (27 липня). — С. 82-86. — DOI:10.1016/S0375-9601(02)00275-X.
- Kuvshinov V.I., Kuzmin A.V. Stability of holonomic quantum computations // Physics Letters A. — 2003. — Т. 316, № 6 (27 липня). — С. 391-394. — DOI:10.1016/j.physleta.2003.08.011.
- Кувшинов В.И., Кузьмин А.В. Квантовая хромодинамика и теория детерминированного хаоса // ЭЧАЯ. — 2005. — Т. 36, № 1 (27 липня). — С. 182—244. Архівовано з джерела 2 жовтня 2019. Процитовано 16 жовтня 2021.